# Wings of Heaven Live
Wings of Heaven Live je koncertní album britské rockové skupiny Magnum, vydané první polovině roku 2008.

## Seznam skladeb
Všechny skladby napsal Tony Clarkin.

### Disk 1
1. "When We Were Younger" [Live] — 7:25
2. "Back Street Kid" [Live] — 5:33
3. "Out of the Shadows" [Live] — 7:18
4. "Like Brothers We Stand" [Live] — 5:53
5. "How Far Jerusalem" [Live] — 9:41
6. "Dragons Are Real" [Live] — 5:39
7. "All England's Eyes" [Live] — 4:58
8. "Vigilante" [Live] — 5:35
9. "Kingdom of Madness" [Live] — 5:42

### Disk 2
1. "Intro" [Live] — 0:50
2. "Days of No Trust" [Live] — 5:07
3. "Wild Swan" [Live] — 6:23
4. "Start Talking Love" [Live] — 4:47
5. "One Step Away" [Live] — 5:16
6. "It Must Have Been Love" [Live] — 5:49
7. "Different Worlds" [Live] — 5:11
8. "Pray for the Day" [Live] — 5:02
9. "Don't Wake the Lion (Too Old To Die Young)" [Live] — 11:17
10. "Sacred Hour" [Live] — 9:04

## Sestava
- Tony Clarkin – kytara
- Bob Catley – zpěv
- Al Barrow – baskytara
- Mark Stanway – klávesy
- Jimmy Copley – bicí